# 앤턴 레서
앤턴 레서(영어: Anton Lesser, 1952년 2월 14일 ~ )는 영국의 배우이다. HBO 드라마 《왕좌의 게임》(2013-19)에 콰이번 역으로 출연했다. BBC Two 드라마 《울프 홀》(2015)에서 토머스 모어 역을 연기하여 2016년 제62회 영국 아카데미 텔레비전상 남우조연상 후보에 올랐다.

## 출연 작품

### 영화
- 미스 포터 (2006)
- 캐리비안의 해적: 낯선 조류 (2011) - 제2대 그랜빌 백작 존 카터렛 역
- 얼라이드 (2016)
- 오직 사랑뿐 (2016)
- 체실 비치에서 (2017)
- 디서비디언스 (2017)
- 혈육 (2020)
- 더 스파이 (2020)

### 텔레비전
- 디 아워 (2011)
- 텅 빈 왕관 (2012-16) - 엑서터 공작 토머스 보퍼트 역
- 왕좌의 게임 (2013-19) - 콰이번 역
- 인데버 (2013-23)
- 울프 홀 (2015) - 토머스 모어 역
- 더 크라운 (2017) - 해럴드 맥밀런 역
- 스타워즈: 안도르 (2022)